# Kazusada Murakami
Pour les articles homonymes, voir Murakami.
Kazusada Murakami est un karatéka japonais surtout connu pour avoir été le troisième champion du monde de karaté en individuel grâce à sa prestation aux championnats du monde de karaté 1975 à Long Beach, en Californie.

## Palmarès
- 1975 :
  -  Médaille d'or en ippon masculin aux championnats du monde de karaté 1975 à Long Beach, aux États-Unis[1].
  -  Médaille d'argent en kumite par équipe aux mêmes championnats[2].